# Andrés García Reche
Andrés García Reche (Cúllar, Granada, 14 de enero de 1950) es un economista y expolítico español. Fue consejero de Industria, Comercio y Turismo de la Generalidad Valenciana de 1987 a 1993. Desde febrero de 2017 a octubre de 2023  fue Vicepresidente Ejecutivo de la Agencia Valenciana de la Innovación.

## Biografía
Profesor de Economía Aplicada de la Universidad de Valencia, García Reche es un reconocido experto en política industrial y es autor de numerosos artículos, libros e informes sobre política industrial e innovación, turismo, desarrollo productivo regional y responsabilidad social de las empresas.
Ocupó varios cargos de responsabilidad en la Generalidad Valenciana presidida por Joan Lerma (PSOE) desde el 1983. Primero como director general de Industria (1983-1987) y después como consejero de Industria, Comercio y Turismo. Desde aquí impulsó la creación del Instituto de la Mediana y Pequeña Industria Valenciana (IMPIVA, actual  IVACE), los institutos tecnológicos, las incubadoras de empresas (CEEI), el Parque Tecnológico de Valencia, el Instituto Turístico Valenciano, y el Instituto Valenciano de la Energía y de Promociones de la Comunidad Valenciana (actual Instituto Valenciano de Competitividad Empresarial, IVACE).